# Tuđice
Tuđice su riječi koje se nisu prilagodile hrvatskome jeziku barem jednom svojom značajkom. Prije je pojam tuđice bio istovjetan pojmu posuđenice, no danas postoji jasna razlika.

## Vrste tuđica
- Tuđice koje se ne uklapaju zbog netipičnih suglasničkih skupova (bl, kl, kt, jl, ft, jn, jm, jn...)

- ansambl, bicikl, džingl, subjekt, objekt, projekt...
- Tuđice koje se ne uklapaju zbog nekih netipičnih hijata (samoglasničkih skupova) (ai, ei)

- Tuđice koje se ne uklapaju zbog završnih samoglasničkih skupova (hijat ili zijev):

- anglizam šou zadržava skup ou što nije u skladu sa sklonidbom ostalih hrvatskih imenica gdje se često provodi neka glasovna promjena (primjerice - vokalizacija - N orao, G orla...)
- Tuđice koje u izvornome obliku imaju naglašen posljednji slog, što je u suprotnosti s pravilima o raspodjeli naglasaka u hrvatskom standardnom jeziku. Takve tuđice zadržavaju svoj završni hijat, a naglasak se pomiče za jedno mjesto unatrag:

- galicizmi - bìfē, bìstrō, kàrē, mènī (G bifèa, bistròa, karèa, menìja)

## Strane riječi
Treba razlikovati tuđice od stranih riječi koje uopće nisu prilagođene hrvatskome jeziku. One se obično navode u kurzivu i ističu od ostalog teksta, primjerice:
- Bila je to quid pro quo situacija.
- On je spomenuo reality show.
- Izvršili su coup d'état.